# Lutz Chicken
Ludwig „Lutz“ Chicken (* 31. Juli 1915 in Klagenfurt; † 9. September 2011 in Brixen) war ein Alpinist und Arzt. Der Sohn einer englisch-österreichischen Familie verbrachte den Großteil seines Lebens in Südtirol.

## Leben
Chicken, Sohn eines Vaters mit englischen Wurzeln und einer Kärntnerin, wurde 1915 in Klagenfurt geboren, wuchs aber in Bozen und am Ritten auf. Er besuchte ab 1926 das Franziskanergymnasium Bozen, nach dessen Auflösung das staatliche Humanistische Gymnasium, an dem er 1934 die Matura erlangte. In der Folge nahm Chicken ein Studium der Medizin an der Universität Bologna auf, wechselte jedoch im Zuge der Option an die Ludwig-Maximilians-Universität München.
1939 trat Chicken dem Akademischen Alpenverein München bei und erhielt noch im selben Jahr die Einladung, an einer Erkundungsexpedition zum Nanga Parbat der Deutschen Himalaya-Stiftung teilzunehmen. Nach mehreren erfolglosen und dramatischen Expeditionen – wie etwa der Deutschen Nanga-Parbat-Expedition 1934 und der Deutschen Nanga-Parbat-Expedition 1937 – mit 31 verunglückten Bergsteigern, sollte die Nordwestseite (Diamirflanke) des Berges erkundet werden. Die Leitung der Expedition übernahm Peter Aufschnaiter. Heinrich Harrer und Hans Lobenhoffer waren ebenso Teilnehmer an diesem Unterfangen. Als im Herbst 1939 der Zweite Weltkrieg ausbrach, wurde die Mannschaft am 3. September von den britischen Behörden gefangen genommen und in das indische Internierungslager Dehradun in Nordindien gebracht. Harrer und Aufschnaiter konnten 1944 fliehen und gelangten daraufhin an den Hof des Dalai Lama nach Lhasa. Ihre Geschichte schrieb Harrer in „Sieben Jahre in Tibet“ nieder. Chicken und Lobenhoffer blieben noch zwei weitere Jahre gefangen und kamen erst 1946 frei.
Nach der Rückkehr nach Europa erlangte Chicken 1947 an der Ludwig-Maximilians-Universität in München seine Promotion. In seiner Dissertation verarbeitete er die Arbeitserfahrungen aus der Zeit der Gefangenschaft, die er als Mitarbeiter in einem indischen Krankenhaus verbracht hatte. Das Thema der Arbeit lautete „Die Krankheitsinzidenz im Internierungslager Premnagar“. Anschließend ließ er sich in Südtirol nieder, wo er als Arzt in Brixen tätig war. 1950 heiratete er in Bradford die Britin Ursula Groth, die er bei ihrem Urlaub in St. Ulrich in Gröden kennengelernt hatte. 1952 wurde ihr Sohn Andy, 1961 ihre Tochter Cornelia geboren.
Chicken war seit seiner Rückkehr nach Südtirol aktives Mitglied des Alpenvereins Südtirol (AVS). 1953 gründete er mit einem Schulfreund die Hochtouristengruppe des AVS für anspruchsvolle Unternehmungen. Ab 1970 fungierte er als Zweiter Vorsitzender der Sektion Brixen, von 1972 bis 1987 als Erster Vorsitzender. Unter seiner Ägide erfolgten die Anlage des Pfunderer Höhenwegs sowie der Bau der Brixner und der Tiefrastenhütte. 1984 organisierte Chicken ein gemeinsames Symposium des AVS, des OeAV und des DAV, bei dem der einstimmige Entschluss gefasst wurde, Sport- und Wettkampfklettern auch von Seiten der Alpenvereine anzuerkennen und zu fördern. Von 1991 bis 1993 engagierte er sich als Präsident und anschließend bis 1996 als einfaches Mitglied der UIAA-Bergschutzkommission für nachhaltigen Umweltschutz in den Alpen sowie die Übernahme entsprechender Maßnahmen in anderen Gebirgen weltweit. Chicken galt über lange Jahre als „Grandseigneur“ des AVS, der ihn auch mit seiner Ehrenmitgliedschaft auszeichnete. 2011 verstarb er in Brixen.

## Publikationen
- Bergsteigen und Wandern um Brixen: Festschrift zur Hundertjahrfeier der Sektion Brixen im Alpenverein 1875–1975. AVS-Sektion Brixen, 1975 (als Herausgeber)
- Durchs Jahrhundert. Mein Leben als Arzt und Bergsteiger. Edition Raetia, Bozen 2003, ISBN 88-7283-198-9.